# Andrzej Chudziński
Andrzej Chudziński, né le 17 septembre 1948 à Gdynia et mort le 4 septembre 1985 à Puławy, est un nageur polonais spécialiste du papillon. Il a représenté la Pologne aux Jeux olympiques d'été de 1972 à Munich.

## Carrière
Andrzej Chudziński était affilié au club AZS Warszawa. Il mesurait 1,82 m pour 75 kg.

### Jeux olympiques de 1972
Lors des Jeux olympiques d'été de 1972, il a participé à trois épreuves :
- 100 mètres papillon : 29e avec un temps de 1:00.22 ;
- 200 mètres papillon : 25e avec un temps de 2:12.62 ;
- Relais 4 × 100 mètres 4 nages : 15e avec l’équipe polonaise composée de Piotr Dłucik, Cezary Śmiglak, Andrzej Chudziński et Zbigniew Pacelt, en 4:07.87[2].